# Peter von Prachatitz

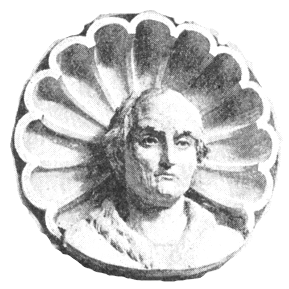
Peter von Prachatitz

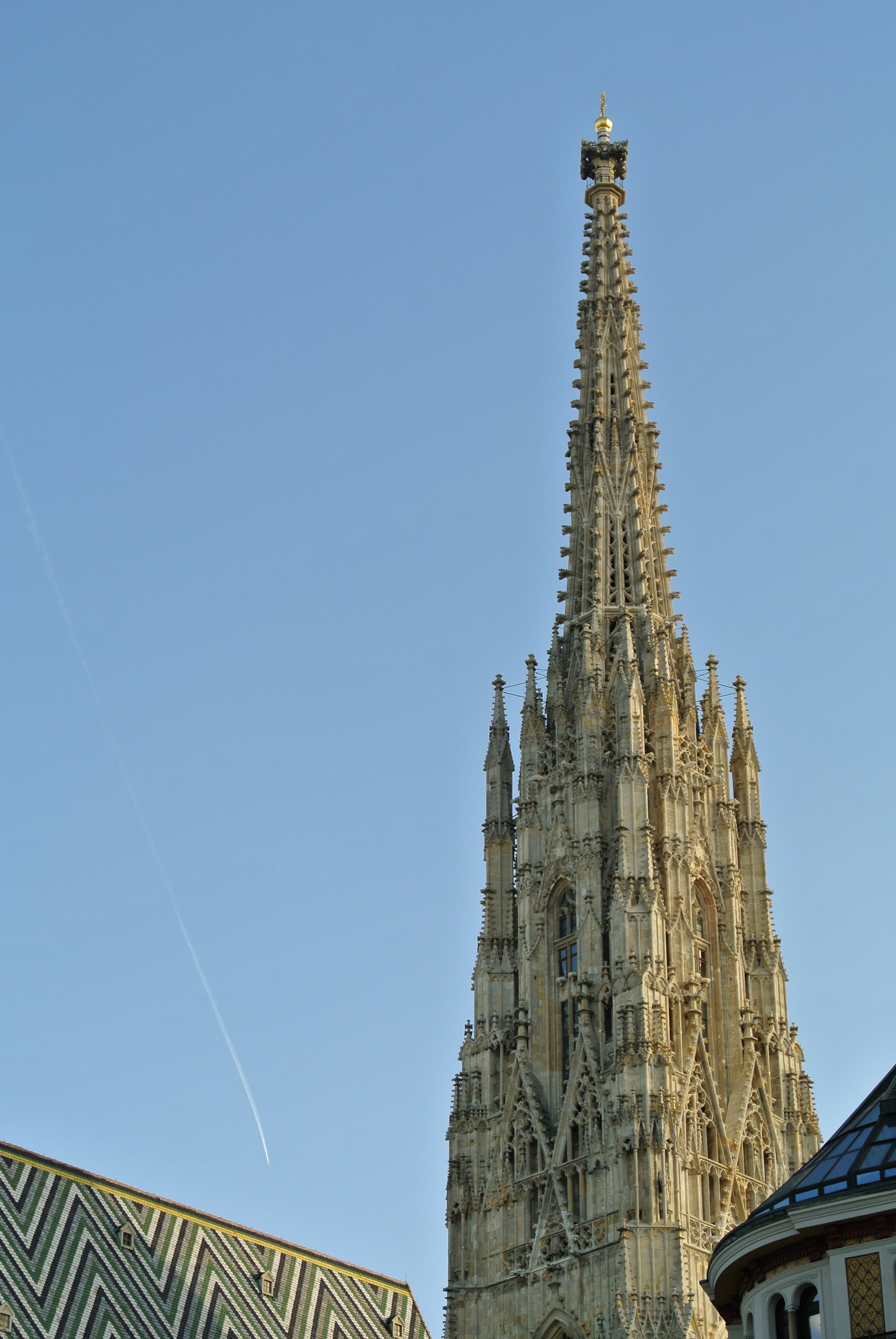
Turmbaufbau des Stephansdomes

Peter von Prachatitz (tschechisch Petr z Prachatic; * ? vielleicht in Prachatice, Böhmen; † Februar 1429 in Wien) war ein böhmisch-österreichischer Architekt und Steinmetz, der vor allem am Bau des Stephansdoms tätig war.

## Leben
Peter von Prachatitz stammte aus Böhmen. Er arbeitete als Steinmetz unter Dombaumeister Wenzel Parler am Wiener Stephansdom. Nach dessen Tod im Sommer 1404 übernahm er das Amt des Dombaumeisters, das bis zu seinem Tod bekleidete. Er überarbeitete das Projekt des südlichen Hochturms. Sein architektonisches Konzept sah gegenüber dem kompakten parlerischen Entwurf eine stärkere formale Durchgestaltung bei allmählicher Verjüngung und wohl auch größerer Höhe vor.
Im Jahr 1426 begann man mit der Abtragung der Mauern des romanischen Langhauses; demnach muss Prachatitz auch die Hochführung der neuen Langhausmauern begonnen haben. Er starb in Wien zwischen dem 5. und 19. Februar 1429. Der Südturm wurde erst von seinem Nachfolger Hans von Prachatitz (mit dem keine Verwandtschaft nachzuweisen ist) 1433 vollendet.
Peter Prachatitz wird auch die Westfassade der Kirche Maria am Gestade zugeschrieben. Er hatte wahrscheinlich enge Beziehungen zur Prager Dombauhütte.